# Torneio de Wimbledon de 2011
O Torneio de Wimbledon de 2011 foi um torneio de tênis disputado nas quadras de grama do All England Lawn Tennis and Croquet Club, no bairro de Wimbledon, em Londres, no Reino Unido, entre 20 de junho e 3 de julho. Corresponde à 44ª edição da era aberta e à 125ª de todos os tempos.

## Pontuação e premiação

### Distribuição de pontos
ATP e WTA informam suas pontuações em Grand Slam, distintas entre si, em simples e em duplas. A ITF responde exclusivamente pelos juvenis e cadeirantes.
Os qualificatórios de duplas masculinas e femininas são exclusivos de Wimbledon. Considerados torneios amistosos, os de duplas mistas e os de convidados não geram pontos.
No juvenil, os simplistas jogam duas fases de qualificatório, mas só os que passam à chave principal pontuam. Em duplas, a pontuação é por jogador. Os campeões de ambas modalidades recebem pontos adicionais de bônus (os valores da tabela já somam as duas pontuações).

#### Profissional
| Evento            | V    | F    | SF  | QF  | R16 | R32 | R64 | R128 | Q  | Q3 | Q2 | Q1 |
| Simples masculino | 2000 | 1200 | 720 | 360 | 180 | 90  | 45  | 10   | 25 | 16 | 8  | 0  |
| Duplas masculinas | 2000 | 1200 | 720 | 360 | 180 | 90  | 0   | —    | 25 | 0  | 0  | —  |
| Simples feminino  | 2000 | 1400 | 900 | 500 | 280 | 160 | 100 | 5    | 60 | 50 | 40 | 2  |
| Duplas femininas  | 2000 | 1400 | 900 | 500 | 280 | 160 | 5   | —    | 48 | 0  | 0  | —  |

| Evento            | V   | F   | SF  | QF | R16 | R32 | R64 | Q  | Q2 | Q1 |
| Simples Masculino | 500 | 180 | 120 | 80 | 50  | 30  | 25* | 20 | 0  | 0  |
| Simples Feminino  | 500 | 180 | 120 | 80 | 50  | 30  | 25* | 20 | 0  | 0  |
| Duplas Masculinas | 360 | 120 | 80  | 50 | 30  | 0   | —   | —  | —  | —  |
| Duplas Femininas  | 360 | 120 | 80  | 50 | 30  | 0   | —   | —  | —  | —  |

| Evento | V   | F   | 3º lugar | 4º lugar |
| Duplas | 800 | 500 | 100      | 100      |

### Premiação
A premiação geral aumentou 6,4% em relação a 2010. Os títulos de simples tiveram um acréscimo de £ 100.000 cada.
O número de participantes em simples se difere somente na fase qualificatória (128 homens contra 96 mulheres). Os valores para duplas são por par. O torneio de duplas mistas possui mais participantes que os outros de Grand Slam (48, contra 32 dos concorrentes). Diferentemente da pontuação, não há recompensa aos vencedores do qualificatório.
Nos eventos secundários há apenas duplas. Convidados possuem três torneios (masculino, feminino e sêniores - masculino). Os qualifiers de duplas e todos os juvenis não são pagos.
| Evento                 | V           | F         | SF        | QF        | Últimos 16 | Últimos 32 | Últimos 64 | Últimos 128 | Q3        | Q2        | Q1        |
| Contemplados           | 1           | 1         | 2         | 4         | 8          | 16         | 32         | 64          | 16H / 12M | 32H / 24M | 64H / 48M |
| Simples (2)            | £ 1.100.000 | £ 550.000 | £ 275.000 | £ 137.500 | £ 68.750   | £ 34.375   | £ 20.125   | £ 11.500    | £ 7.000   | £ 3.500   | £ 1.750   |
| Duplas (2)             | £ 250.000   | £ 125.000 | £ 62.500  | £ 31.250  | £ 16.000   | £ 9.000    | £ 5.250    | —           | £ 0       | £ 0       | —         |
| Duplas mistas          | £ 92.000    | £ 46.000  | £ 23.000  | £ 10.500  | £ 5.200    | £ 2.600    | £ 1.300*   | —           | —         | —         | —         |
| Duplas cadeirantes (2) | £ 7.000     | £ 4.000   | £ 2.500*  | £ 1.500*  | —          | —          | —          | —           | —         | —         | —         |
| Duplas convidadas (3)  | £ 17.500    | £ 14.500  | £ 11.500* | £ 10.500* | £ 9.500*   | —          | —          | —           | —         | —         | —         |

Total dos eventos: £ 13.823.000
Per diem (estimado): £ 777.000
Total da premiação: £ 14.600.000

## Cabeças de chave

### Simples

#### Masculino
| Entrada | Ranking | Jogador                | Pontos | Pontos à defender | Pontos Ganhos | Nova pontuação | Status                                          |
| ------- | ------- | ---------------------- | ------ | ----------------- | ------------- | -------------- | ----------------------------------------------- |
| 1       | 1       | Rafael Nadal           | 12070  | 2000              | 1200          | 11270          | Vice-Campeão perdeu para Novak Djokovic         |
| 2       | 2       | Novak Djokovic         | 12005  | 720               | 2000          | 13285          | Campeão, venceu Rafael Nadal                    |
| 3       | 3       | Roger Federer          | 9230   | 360               | 360           | 9230           | Quartas de Final perdeu para Jo-Wilfried Tsonga |
| 4       | 4       | Andy Murray            | 6855   | 720               | 720           | 6855           | Semi Final perdeu para Rafael Nadal             |
| 5       | 5       | Robin Söderling        | 4595   | 360               | 90            | 4325           | 3ª Rodada perdeu para Bernard Tomic             |
| 6       | 7       | Tomáš Berdych          | 3490   | 1200              | 180           | 2470           | 4ª Rodada perdeu para Mardy Fish                |
| 7       | 6       | David Ferrer           | 4150   | 180               | 180           | 4150           | 4ª Rodada perdeu para Jo-Wilfried Tsonga        |
| 8       | 10      | Andy Roddick           | 2200   | 180               | 90            | 2110           | 3ª Rodada perdeu para Feliciano López           |
| 9       | 8       | Gaël Monfils           | 2780   | 90                | 90            | 2780           | 3ª Rodada perdeu para Łukasz Kubot              |
| 10      | 9       | Mardy Fish             | 2335   | 45                | 360           | 2650           | Quartas de Final perdeu para Rafael Nadal       |
| 11      | 11      | Jürgen Melzer          | 2175   | 180               | 90            | 2085           | 3ª Rodada perdeu para Xavier Malisse            |
| 12      | 19      | Jo-Wilfried Tsonga     | 1585   | 360               | 720           | 1945           | Semi Final perdeu para Novak Djokovic           |
| 13      | 12      | Viktor Troicki         | 1930   | 45                | 45            | 1930           | 2ª Rodada perdeu para Lu Yen-hsun               |
| 14      | 14      | Stanislas Wawrinka     | 1900   | 10                | 45            | 1935           | 2ª Rodada perdeu para Simone Bolelli            |
| 15      | 16      | Gilles Simon           | 1745   | 90                | 90            | 1745           | 3ª Rodada perdeu para Juan Martín del Potro     |
| 16      | 15      | Nicolás Almagro        | 1875   | 10                | 90            | 1955           | 3ª Rodada perdeu para Mikhail Youzhny           |
| 17      | 13      | Richard Gasquet        | 1925   | 0                 | 180           | 2105           | 4ª Rodada perdeu para Andy Murray               |
| 18      | 17      | Mikhail Youzhny        | 1740   | 45                | 180           | 1875           | 4ª Rodada perdeu para Roger Federer             |
| 19      | 35      | Michaël Llodra         | 1195   | 45                | 180           | 1330           | 4ª Rodada perdeu para Novak Djokovic            |
| 20      | 18      | Florian Mayer          | 1600   | 90                | 45            | 1555           | 2ª Rodada perdeu para Xavier Malisse            |
| 21      | 23      | Fernando Verdasco      | 1425   | 10                | 45            | 1460           | 2ª Rodada perdeu para Robin Haase               |
| 22      | 21      | Alexandr Dolgopolov    | 1405   | 45                | 10            | 1370           | 1ª Rodada perdeu para Fernando González         |
| 23      | 29      | Janko Tipsarević       | 1305   | 10                | 10            | 1305           | 1ª Rodada perdeu para Ivo Karlović              |
| 24      | 22      | Juan Martín del Potro  | 1445   | 0                 | 180           | 1615           | 4ª Rodada perdeu para Rafael Nadal              |
| 25      | 20      | Juan Ignacio Chela     | 1475   | 10                | 45            | 1505           | 2ª Rodada perdeu para Alex Bogomolov Jr.        |
| 26      | 31      | Guillermo García-López | 1120   | 10                | 45            | 1155           | 2ª Rodada perdeu para Karol Beck                |
| 27      | 26      | Marin Čilić            | 1345   | 10                | 10            | 1345           | 1ª Rodada perdeu para Ivan Ljubičić             |
| 28      | 24      | David Nalbandian       | 1425   | 0                 | 90            | 1515           | 3ª Rodada perdeu para Roger Federer             |
| 29      | 27      | Nikolay Davydenko      | 1330   | 45                | 10            | 1295           | 1ª Rodada perdeu para Bernard Tomic             |
| 30      | 28      | Thomaz Bellucci        | 1305   | 90                | 10            | 1225           | 1ª Rodada perdeu para Rainer Schüttler          |
| 31      | 25      | Milos Raonic           | 1354   | 0                 | 45            | 1399           | 2ª Rodada perdeu para Gilles Müller             |
| 32      | 30      | Marcos Baghdatis       | 1295   | 10                | 90            | 1375           | 3ª Rodada vs Novak Djokovic                     |

#### Feminino
| Entrada | Ranking | Jogador                  | Pontos | Pontos à defender | Pontos ganhos | Nova pontuação | Status                                            |
| ------- | ------- | ------------------------ | ------ | ----------------- | ------------- | -------------- | ------------------------------------------------- |
| 1       | 1       | Caroline Wozniacki       | 9915   | 280               | 280           | 9915           | 4ª rodada perdeu para Dominika Cibulková (24)     |
| 2       | 3       | Vera Zvonareva           | 7935   | 1400              | 160           | 6695           | 3ª rodada perdeu para Tsvetana Pironkova (32)     |
| 3       | 4       | Na Li                    | 6255   | 500               | 100           | 5855           | 2ª rodada perdeu para Sabine Lisicki              |
| 4       | 5       | Victoria Azarenka        | 5725   | 160               | 900           | 6465           | SF perdeu para Petra Kvitová (8)                  |
| 5       | 6       | Maria Sharapova          | 5021   | 280               | 1400          | 6141           | Finalista, perdeu para Petra Kvitová (8)          |
| 6       | 7       | Francesca Schiavone      | 4705   | 5                 | 160           | 4860           | 3ª rodada perdeu para Tamira Paszek               |
| 7       | 26      | Serena Williams          | 2060   | 2000              | 280           | 340            | 4ª rodada perdeu para Marion Bartoli (9)          |
| 8       | 8       | Petra Kvitová            | 4337   | 900               | 2000          | 5437           | Campeã, derrotou Maria Sharapova (5)              |
| 9       | 9       | Marion Bartoli           | 4010   | 280               | 500           | 4230           | QF perdeu para Sabine Lisicki (WC)                |
| 10      | 10      | Samantha Stosur          | 3405   | 5                 | 5             | 3405           | 1ª Rodada perdeu para Melinda Czink (PR)          |
| 11      | 11      | Andrea Petkovic          | 3150   | 5                 | 160           | 3305           | 3ª rodada perdeu para Ksenia Pervak               |
| 12      | 12      | Svetlana Kuznetsova      | 3160   | 100               | 160           | 3220           | 3ª rodada perdeu para Yanina Wickmayer            |
| 13      | 13      | Agnieszka Radwańska      | 3175   | 280               | 100           | 2995           | 2ª rodada perdeu para Petra Cetkovská             |
| 14      | 14      | Anastasia Pavlyuchenkova | 3055   | 160               | 100           | 2995           | 2ª rodada perdeu para Nadia Petrova               |
| 15      | 15      | Jelena Janković          | 3050   | 280               | 5             | 2775           | 1ª Rodada perdeu para María José Martínez Sánchez |
| 16      | 16      | Julia Görges             | 2560   | 5                 | 160           | 2715           | 3ª Rodada perdeu para Dominika Cibulková (24)     |
| 17      | 17      | Kaia Kanepi              | 2466   | 560               | 5             | 1911           | 1ª Rodada perdeu para Sara Errani                 |
| 18      | 18      | Ana Ivanović             | 2400   | 5                 | 160           | 2555           | 3ª Rodada perdeu para Petra Cetkovská             |
| 19      | 19      | Yanina Wickmayer         | 2350   | 160               | 280           | 2470           | 4ª rodada perdeu para Petra Kvitová (8)           |
| 20      | 20      | Peng Shuai               | 2300   | 0                 | 280           | 2580           | 4ª rodada perdeu para Maria Sharapova (5)         |
| 21      | 21      | Flavia Pennetta          | 2220   | 160               | 160           | 2220           | 3ª Rodada perdeu para Marion Bartoli (9)          |
| 22      | 22      | Shahar Pe'er             | 2170   | 100               | 5             | 2075           | 1ª Rodada perdeu para Ksenia Pervak               |
| 23      | 33      | Venus Williams           | 1680   | 500               | 280           | 1460           | 4ª rodada perdeu para Tsvetana Pironkova (32)     |
| 24      | 23      | Dominika Cibulková       | 2115   | 160               | 500           | 2455           | QF perdeu para Maria Sharapova (5)                |
| 25      | 25      | Daniela Hantuchová       | 2135   | 100               | 160           | 2195           | 3ª rodada perdeu para Victoria Azarenka (4)       |
| 26      | 27      | Maria Kirilenko          | 1985   | 160               |               |                | 3ª rodada perdeu para Serena Williams (7)         |
| 27      | 28      | Jarmila Gajdošová        | 1940   | 280               |               |                | 3ª rodada perdeu para Caroline Wozniacki (1)      |
| 28      | 29      | Ekaterina Makarova       | 1381   | 100               | 5             | 1286           | 1ª Rodada perdeu para Christina McHale            |
| 29      | 30      | Roberta Vinci            | 1925   | 100               | 160           | 1985           | 3ª Rodada perdeu para Petra Kvitová (8)           |
| 30      | 31      | Bethanie Mattek-Sands    | 1643   | 5                 | 5             | 1643           | 1ª Rodada perdeu para Misaki Doi (Q)              |
| 31      | 32      | Lucie Safarova           | 1585   | 5                 | 100           | 1680           | 2ª rodada perdeu para Klára Zakopalová            |
| 32      | 34      | Tsvetana Pironkova       | 1551   | 900               | 500           | 1151           | QF perdeu para Petra Kvitová (8)                  |

##### Desistências
| Ranking | Jogadora         | Pontos | Pontos à defender | Pontos ganhos | Nova pontuação | Retirou-se devido à |
| ------- | ---------------- | ------ | ----------------- | ------------- | -------------- | ------------------- |
| 2       | Kim Clijsters    | 8125   | 500               | 0             | 7625           | lesão no pé         |
| 26      | Alisa Kleybanova | 2005   | 160               | 0             | 1845           | doença              |

## Convidados à chave principal
Abaixo está a lista de tenistas que foram premiados com o wild card.
| Simples Masculino Arnaud Clément Daniel Cox Daniel Evans Alejandro Falla Gilles Müller Dudi Sela James Ward | 1. Naomi Broady 2. Eleni Daniilidou 3. Sabine Lisicki 4. Katie O'Brien 5. Laura Robson 6. Heather Watson 7. Emily Webley-Smith |

| Duplas Masculinas Daniel Cox / James Ward Jamie Delgado / Jonathan Marray Chris Eaton / Joshua Goodall Colin Fleming / Ross Hutchins Lleyton Hewitt / Peter Luczak [ 14 ] | 1. Sarah Borwell / Melanie South 2. Naomi Broady / Emily Webley-Smith 3. Anne Keothavong / Laura Robson 4. Jocelyn Rae / Heather Watson |

#### Mistas
1. Jamie Delgado /  Melanie South
2. Colin Fleming /  Jocelyn Rae
3. Ross Hutchins /  Heather Watson
4. Jonathan Marray /  Anne Keothavong
5. Ken Skupski /  Elena Baltacha

## Finais

### Profissional
| Categoria | Evento    | Campeã(s)(o/ões)                 | Vice-campeã(s)(o/ões)          | Resultado          | Chave(s)  | Chave(s)       |
| --------- | --------- | -------------------------------- | ------------------------------ | ------------------ | --------- | -------------- |
| Simples   | Masculino | Novak Djokovic                   | Rafael Nadal                   | 6–4, 6–1, 1–6, 6–3 | principal | qualificatório |
| Simples   | Feminino  | Petra Kvitová                    | Maria Sharapova                | 6–3, 6–4           | principal | qualificatório |
| Duplas    | Masculino | Bob Bryan Mike Bryan             | Robert Lindstedt Horia Tecău   | 6–3, 6–4, 7–62     | principal | qualificatório |
| Duplas    | Feminino  | Květa Peschke Katarina Srebotnik | Sabine Lisicki Samantha Stosur | 6–3, 6–1           | principal | qualificatório |
| Duplas    | Misto     | Jürgen Melzer Iveta Benešová     | Mahesh Bhupathi Elena Vesnina  | 6–3, 6–2           | principal | principal      |

### Juvenil
| Categoria | Evento    | Campeã(s)(o/ões)           | Vice-campeã(s)(o/ões)      | Resultado     | Chave(s)  | Chave(s)       |
| --------- | --------- | -------------------------- | -------------------------- | ------------- | --------- | -------------- |
| Simples   | Masculino | Luke Saville               | Liam Broady                | 2–6, 6–4, 6–2 | principal | qualificatório |
| Simples   | Feminino  | Ashleigh Barty             | Irina Khromacheva          | 7–5, 7–63     | principal | qualificatório |
| Duplas    | Masculino | George Morgan Mate Pavić   | Oliver Golding Jiří Veselý | 3–6, 6–4, 7–5 | principal | principal      |
| Duplas    | Feminino  | Eugenie Bouchard Grace Min | Tang Haochen Demi Schuurs  | 5–7, 6–2, 7–5 | principal | principal      |

### Cadeirante
| Categoria | Evento    | Campeã(s)(o/ões)               | Vice-campeã(s)(o/ões)             | Resultado     | Chave     |
| --------- | --------- | ------------------------------ | --------------------------------- | ------------- | --------- |
| Duplas    | Masculino | Maikel Scheffers Ronald Vink   | Stéphane Houdet Michaël Jeremiasz | 7–5, 6–2      | principal |
| Duplas    | Feminino  | Esther Vergeer Sharon Walraven | Jiske Griffioen Aniek van Koot    | 6–4, 3–6, 7–5 | principal |

### Outros eventos
| Categoria         | Evento           | Campeã(s)(o/ões)                 | Vice-campeã(s)(o/ões)            | Resultado         | Chave     |           |
| ----------------- | ---------------- | -------------------------------- | -------------------------------- | ----------------- | --------- | --------- |
| Duplas convidadas | Masculino sênior | Pat Cash Mark Woodforde          | Jeremy Bates Anders Järryd       | 6–3, 5–7, [10–5]  | principal | principal |
| Duplas convidadas | Masculino        | Jacco Eltingh Paul Haarhuis      | Jonas Björkman Todd Woodbridge   | 3–6, 6–3, [13–11] | principal | principal |
| Duplas convidadas | Feminino         | Lindsay Davenport Martina Hingis | Martina Navrátilová Jana Novotná | 6–4, 6–4          | principal | principal |